# Tréogat
Tréogat (tiếng Breton: Trêgad) là một xã của tỉnh Finistère, thuộc vùng Bretagne, miền tây bắc Pháp.

## Dân số
Người dân ở Tréogat được gọi là Tréogatais.